# 12マイル円

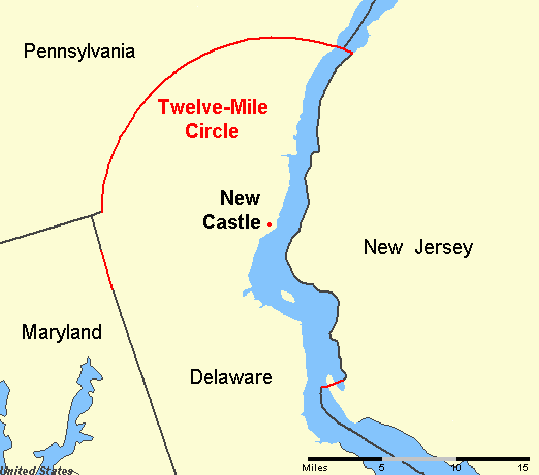
12マイル円

12マイル円とメイソン＝ディクソン線の交点付近の模式図。白い部分が「ザ・ウェッジ」。青と白で示した部分がデラウェア州領。

12マイル円（じゅうにマイルえん、英語: Twelve-Mile Circle）は、アメリカ合衆国のペンシルベニア州とデラウェア州との州界を確定するために定められた円弧である。円弧の全てが州界になっているわけではなく、飛び飛びに使われている。
12マイル円は、デラウェア州ニューキャッスルを中心とした半径12マイル（約19キロメートル）の円弧である。実際には、正確な円弧ではなく一部歪んでいる。1750年、円弧の中心はニューキャッスル郡裁判所の頂塔と定められた。12マイル円はデラウェア川に入るまで続いている。12マイル円の一部はメイソン＝ディクソン線とともにデラウェア州とメリーランド州の州界を形成しており、そこでは12マイル円は「円弧線」(Arc Line)と呼ばれている。1934年に、デラウェア川の対岸部の2箇所で、12マイル円の一部をデラウェア州とニュージャージー州の州界とすることが定められた。「（緯線や経線を使ったものを除いて）円弧を使った境界線はアメリカ合衆国では12マイル円が唯一である」としばしば主張されるが、メキシコとテキサス州の境界にはいくつかの円弧が含まれているほか、南部の都市（ジョージア州プレーンズなど）には円弧を使った境界を持つものが多くある。

## 歴史
12マイル円の存在は、チャールズ2世が、既に勅許されていたメリーランドの北のニューキャッスルから半径12マイルの範囲と、その南のデルマーバ半島の土地の権利をウィリアム・ペンに授けた1681年にまで遡る。この土地は、元々オランダ人が入植していたが、ヨーク公ジェームズ（後のイングランド王ジェームズ2世）によりイングランドに征服された。1682年8月24日、ヨーク公はこの土地をペンに正式に譲渡した。

all that the Towne of Newcastle otherwise called Delaware and All that Tract of Land lying within the Compass or Circle of 12 Miles about the same scituate lying and being upon the River Delaware in America And all Islands in the same River Delaware and the said River and Soyle thereof lying North of the Southermost part of the said Circle of 12 Miles about the said Towne.

12マイル円の境界は、8年におよぶペン＝カルバート境界紛争の争点となった。

### デラウェア州とニュージャージー州の境界紛争
12マイル円がデラウェア川に達していることから、デラウェア川の水面の領有は通常とは変わった形態となった。通常、川を境界線とする場合は、水路全体の中央線（フーゴー・グローティウスに因んで「グローティウス法」という）もしくは主な水流の中央線（タールヴェグ）とすることが多い。しかし、デラウェア州では勅許状の規定を適用して、12マイル円内のデラウェア川の水面全体をデラウェア州の領域とし、東側（ニュージャージー州側）の干潮境界線を州境としている。
デラウェア川の他の場所では中央線かタールヴェグを境界としているため、ニュージャージー州はデラウェア州との州境の設定にしばしば反発した。1813年、デラウェア州議会はピーパッチ島を米国政府に譲渡する条例を可決した。この島は川のニュージャージー側であったので、1820年、ニュージャージー州はデラウェア州がこの島を所有していたということに対し異議を唱えた。司法長官ウィリアム・ワートは、デラウェア州の主張を支持した。1840年代、ピーパッチ島をめぐって、2つの矛盾する巡回裁判所判決が出された。デラウェア州巡回裁判所は、ピーパッチ島を含む川全体がデラウェア州に属するという判決を出した。ニュージャージー州巡回裁判所は、ピーパッチ島はニュージャージー州に属し、ニュージャージー州の住民であるヘンリー・ゲール博士に譲渡されている判決した。ジェームズ・ポーク大統領の勧告により、党は仲裁に同意した。その内容は、デラウェア州の主張を支持するものだった。
仲裁によって紛争は最終的な解決をせず、最高裁判所に何度か紛争が持ち込まれた（ニュージャージー州対デラウェア州裁判）。その中で著名なのは1877年、1934年、1935年、2007年のものである。1934年の裁判での法廷意見には、この領域に対する領有権の広範囲な歴史が含まれている。1935年の法廷意見は、ニュージャージー州とデラウェア州が再び彼らの管轄区について異議を唱えることを禁止するものとして記憶されている。
BPによるデラウェア川のニュージャージー側に沿って液化天然ガスターミナルを造る計画をニュージャージー州が承認しようとし、これがデラウェア州のCoastal Zone Actに干渉するものであったため、両州は2005年11月に最高裁判所で争うこととなった。
2006年1月23日の法廷は専門委員に境界紛争について研究するよう命じた。2008年3月21日、デラウェア州の権益を大きく支持する報告書が確認された。一方、デラウェア州下院は州の利益を保護するために州兵を出動するための（象徴的な）議案について検討し、ニュージャージー州の議員は川上に停泊している戦艦ニュージャージーについてコメントした。

## 12マイル円の測量
ペンシルベニア州の有名な天文学者・器具製作者であるデイヴィッド・リッテンハウスがニューキャッスルの周囲の円弧を測量したという噂があるが、これはおそらく正しくない。円弧は、テイラーとピアソンという名の測量士によって、1701年に初めて測量された。1813年のウィリアム・バートンによる著書『デイヴィッド・リッテンハウスの生涯の回想録』では、「ニューキャッスルへの私の随行のために」支払われたと言及したリッテンハウスの手紙に基づいて、1763年にリッテンハウスがそのような測量に関っていたと推測している。ただし、それが何について支払われたのかというはっきりとした記録は存在しない。彼の伝記を著したブルック・ヒンドルは、リッテンハウスが経緯度計算で手助けをしたと考えている。